# For Honor
For Honor è un videogioco picchiaduro a incontri di combattimenti all'arma bianca prodotto da Ubisoft per Microsoft Windows, PlayStation 4 e Xbox One nel 2017. Il gioco sfrutta una visuale in terza persona tridimensionale, è ambientato in un mondo medievale fittizio e permette di vestire i panni di eroi ispirati a guerrieri storici come samurai, vichinghi, cavalieri (non storicamente accurati).
Annunciato all'E3 2015, il gioco è stato sviluppato principalmente da Ubisoft Montreal, mentre Ubisoft Blue Byte si è occupata dell'edizione per PC ed è stato distribuito a livello internazionale dal 14 febbraio 2017. For Honor è stato accolto positivamente, nonostante alcune critiche indirizzate principalmente al matchmaking multiplayer.
Il 16 ottobre 2018 è anche uscita una nuova espansione, For Honor: Marching Fire, che include una nuova fazione, i Wu Lin, una nuova modalità PvP (Assalto), la modalità PvE Arcade e significativi miglioramenti grafici.
Il 20 gennaio 2022, con l'aggiunta dell'eroe Pirata, è stata introdotta una nuova fazione nel gioco, i Viaggiatori. In questa fazione rientrano tutti quei guerrieri proveniente da fuori Heathmoor i quali non sono legati in nessun modo alle fazioni dei Cavalieri, Vichinghi, Samurai e Wu Lin. Inoltre, gli eroi presenti in essa non hanno legami o scopi comuni tra di loro (a differenza delle altre quattro), ciò rende i Viaggiatori una fazione solo di nome.

## Trama
A causa di un violento cataclisma che ha stravolto completamente il mondo, le fazioni di Cavalieri, Vichinghi e Samurai iniziano a lottare per sopravvivere. Dopo mille anni di battaglie, tra le fazioni comincia a nascere la pace. Ma c'è qualcuno che non approva tale cambiamento: Apollyon, una signora della guerra al comando della Legione di Ossidiana, la quale vede nella pace una debolezza che porterà i guerrieri alla rovina. Per impedire ciò, Apollyon decide di scatenare guerre intestine tra le fazioni affinché solo i più forti sopravvivano e i deboli soccombano.

### Cavalieri
Nella regione di Ashfeld, la Legione di Ossidiana assedia il castello del mercenario della Legione di Ferro Hervis Daubeny, ma vengono fermati dall'intervento di un Guardiano, un Cavaliere che combatte per una causa di pace. Holden Cross, il tenente di Apollyon che guida l'assalto, non vuole ulteriori spargimenti di sangue e così decide di sfidare Daubeny per decidere le sorti della battaglia, ma quest'ultimo gli consiglia di far combattere i loro campioni: il Guardiano affronta così il capitano dei cavalieri di Ossidiana e ne esce vincitore. Cross interrompe l'assedio come pattuito, e fa diventare il Guardiano un nuovo membro della Legione di Ossidiana in quanto si è dimostrato un valoroso guerriero. Il primo incarico del Guardiano come Ossidiana è quello di proteggere il santuario di Harrowgate comandato da un altro mercenario, Stone, da un'incursione dei Vichinghi; a battaglia conclusa anche Stone si unisce alla Legione di Ossidiana, e insieme a lui il Guardiano elimina gli ultimi Vichinghi rimasti ad Ashfeld. Più tardi scoprono un accampamento di disertori della Legione di Ferro e stanno quasi per avere la peggio, quando vengono salvati da Apollyon in persona. Il Guardiano inizia subito a conoscere il carattere della sua padrona basato sulla legge del più forte: uccide senza pietà i sopravvissuti tranne due che avevano cercato di ucciderla, dimostratisi guerrieri che non temono la morte. Il prossimo obiettivo della Legione di Ossidiana è Valkenheim, la terra dei Vichinghi. Holden Cross guida l'assalto aprendo il cancello di Gränsgård mentre la Pacificatrice Mercy ripulisce l'avamposto di Dalborg. Con la strada spianata, la Legione di Ossidiana prende di mira il villaggio di Svengård. Il Guardiano riesce ad aprire i cancelli, scontrandosi con lo Jarl Gudmundr e riuscendo infine a ucciderlo. Tuttavia il Guardiano capisce il piano di Apollyon: rubare il cibo e lasciarne solo una misera parte affinché i Vichinghi si uccidano tra loro per contenderselo con l'inverno in arrivo finché non resteranno i più forti. Capendo di aver servito una distruttrice, il Guardiano lascia la Legione di Ossidiana, e il suo gesto comincia a influenzare anche Holden Cross, Stone e Mercy.

### Vichinghi
Le conseguenze delle azioni di Apollyon cominciano subito a manifestarsi: in tre anni i clan Vichinghi combattono tra di loro per sopravvivere. Ma dalle montagne arriva un Razziatore che unisce vari guerrieri nel clan dei Sanguinari insieme al Berserker Helvar e alla Valchiria Runa. Il loro primo obiettivo è assediare il villaggio di Grön comandato da Ragnar, un brutale vichingo che ruba ai più deboli, per poi assediare la roccaforte Skällaborg dove si nasconde Siv, una Berserker che razzia le terre circostanti e tiene prigionieri alcuni membri del clan dei Sanguinari; tra questi è presente Stigandr, il precedente capo dei Sanguinari. Volendo redimersi dalla vergogna di essere stato sconfitto, Stigandr libera i cantieri vichinghi di Odingärd dai pochi cavalieri della Legione di Ossidiana rimasti. In alcune casse della Legione di Ossidiana scopre che contengono oggetti sottratti ai Samurai, così decide di costruire subito una flotta per andare a razziare il Myre, la loro terra, dove potranno trovare le risorse che li faranno sopravvivere. Il Razziatore conduce i Sanguinari in quella che viene conosciuta come la Grande razzia, scontrandosi contro i Samurai dell'Impero dell'Alba. Grazie a una ricognizione di Runa, i Sanguinari riescono a penetrare nella città imperiale, dove il Razziatore sconfigge il generale Tozen e permette alla sua gente di prendere ciò di cui ha bisogno.

### Samurai
A causa dell'incursione dei Sanguinari, la Daimyō Ayu, insieme allo Shugoki Okuma e la Nobushi Momiji, libera un guerriero Orochi noto come il campione dell'Imperatore, finito in prigione perché aveva parlato senza essere interpellato. Grazie al suo aiuto i Samurai riescono a respingere i Vichinghi, ma proprio in quel momento compare Apollyon con la Legione di Ossidiana che, grazie ai Vichinghi che hanno indebolito le difese, invade il palazzo e uccide l'imperatore, poi sceglie il comandante Seijuro come nuovo imperatore e lascia i restanti Daimyo, tra i quali Ayu, in una palude dove si uccideranno a vicenda per poter arrivare alla fine a Seijuro e stabilire chi tra loro è il più forte. Ayu riesce a sconfiggere Ranja, Kizan e Dokuja, corrotti dalla sete di potere, e riunisce a sé le loro forze per combattere il loro comune nemico, i Vichinghi. Riunitosi ad Ayu, l'Orochi libera il Myre da tutti i Vichinghi, anche se i Sanguinari riescono a scappare; ora il loro obiettivo è Seijuro. Prendendo d'assedio il palazzo reale, l'Orochi e Momiji riescono a farvi entrare le forze fino ad arrivare alla sala del trono. Qui l'Orochi sfida a duello Seijuro, ma decide di risparmiarlo in quanto si è dimostrato un degno condottiero e con il suo aiuto, ora che i Samurai sono di nuovo uniti, potranno fronteggiare Apollyon. Andando ad Ashfeld, l'Orochi e Momiji scoprono che nella vecchia fortezza di Aemilianus alcuni cavalieri della Legione di Ossidiana disertano per riunirsi alla Legione di Ferro, guidata dal Guardiano insieme a Holden Cross, Stone e Mercy. Vengono, però, scoperti e nella fuga Momiji viene ferita a una gamba. L'Orochi riesce a farla scappare e subito dopo ha un combattimento contro il Guardiano, uscendone vincitore, tuttavia decide di non ucciderlo, in quanto per entrambi il combattimento era un test per capire se sono abbastanza forti per affrontare Apollyon. E così, mentre la Legione di Ferro attacca la fortezza di Ossidiana da un lato, i Samurai dell'Impero dell'Alba attaccano dall'altro. L'Orochi riesce a trovare Apollyon ingaggiando con lei un lungo ed estenuante duello all'ultimo sangue dove riesce a ferirla a morte. L'Orochi afferma che ora che è stata sconfitta la pace potrà tornare. Tuttavia Apollyon rivela di aver creato una guerra eterna per eliminare i deboli e creare i più forti degli uomini, rendendoli sempre più sanguinari come lei. Nonostante la sua morte, Apollyon ha ottenuto quello che voleva: un'era di Lupi (come aveva sempre chiamato i guerierri da lei ritenuti forti). Nel frattempo, gli eserciti di tutte e tre le fazioni attaccano la fortezza di Ossidiana; Cavalieri, Vichinghi e Samurai combattono di nuovo tra loro causando una guerra che dura sette anni. Realizzando la futilità della guerra, Cross, Stigandr e Ayu si incontrano dopo che i rispettivi leader li hanno mandati come inviati per porre fine alle ostilità. Anche se tutti e tre si rendono conto che la prospettiva della pace può essere inutile, e che potrebbero morire nel tentativo, concordano sul fatto che vale la pena combattere per essa e faranno di tutto per rendere questa nuova battaglia una storia memorabile.

### Wu Lin
A seguito del cataclisma, la Cina imperiale è a pezzi. Messa in ginocchio da costanti guerre civili, il potere è perennemente debole e vacante, nonostante i ripetuti tentativi di instaurare un nuovo imperatore e una nuova dinastia le guerre intestine non cessano e i sovrani vengono detronizzati ad ogni parvenza di stabilità. Dopo centinaia di anni, tra le fazioni in lotta, una su tutte inizia ad imporsi: i Wu Lin. Guidati dall'auto proclamatosi imperatore Gao Lei, un crudele signore della guerra il quale è asceso al potere tramite terribili violenze e conquiste nel territorio cinese, i Wu Lin regnano su ciò che rimane dell'Impero Celeste. Nonostante ciò, le guerre e le rivolte non cessano e così Gao Lei, nel tentativo di guadagnarsi il favore del popolo e delle altre fazioni belligeranti, invia un contingente di guerrieri verso ovest, con l'idea di trovare un posto migliore dove potersi stabilire dato che la Cina sta esaurendo le risorse più importanti come cibo e acqua (anche se ciò è solo una scusa per poter aumentare le mire espansionistiche del neo imperatore). Durante il viaggio verso occidente, il contingente si frammenta sempre di più, sino a raggiungere un numero esiguo di soldati, coloro che arrivano ad Heathmoor sono un piccolo gruppo di quattro Wu Lin: un Tiandi di nome Shidou, uno Shaolin chiamato Wei Chang, la Nuxia Lin Yao e il vecchio Guan Yu, uno Jiang Jung. Nonostante i numeri non siano dalla loro parte, il gruppo di guerrieri riesce a fronteggiare gli altri combattenti delle rispettive fazioni, iniziando a farsi una nomea non solo per la loro provenienza ma anche per le loro abilità nel combattimento, portando sul campo di battaglia armi e tecniche di lotta mai viste prima nel continente e con le quali riescono a tenere testa ad intere armate. Riuniti con altri Wu Lin erranti e dopo aver stabilito una piccola roccaforte nella parte più settentrionale di Valkenheim, il gruppo informerà Gao Lei del successo dell'operazione e di come Heathmoor sia una terra piena di risorse ma anche di ostici nemici. In risposta, l'imperatore invia altri battaglioni a ovest e in particolare gli Zhanhu, un gruppo di guerrieri d'élite facenti parte della polizia segreta imperiale, il cui scopo è aiutare ad instaurare l'ordine e l'egemonia della fazione nel nuovo territorio. Arrivati ad Heathmoor, i rinforzi, guidati dallo Zhanhu Sun Da, iniziano ad instaurarsi nella zona, scacciando i Vichinghi e costruendo diverse fortificazioni in preparazione dell'arrivo del loro sovrano. Sotto ordine di Gao Lei, Sun Da inizia degli esperimenti per la costruzione di una nuova e potente arma incendiaria la quale dovrebbe aiutare definitivamente i Wu Lin nel loro piano di espansione. Arrivato nella regione, Gao Lei si reca al passo Qiang, roccaforte dove Sun Da sta svolgendo i propri esperimenti, per avere aggiornamenti sullo stato dell'arma. Una volta arrivato però, un improvviso attacco da parte di una piccola armata di ciò che rimane della Legione di Ossidiana attacca la fortezza (molto probabilmente perché informati degli esperimenti che i nuovi arrivati stavano svolgendo) e i Wu Lin, impreparati, vengono sopraffatti. In un disperato tentativo di salvare Gao Lei e ciò che rimane dell'armata Wu Lin, lo Zhanhu tenta di utilizzare l'arma ma quest'ultima si rivela essere instabile portando all'esplosione del passo e alla morte di decine di Ossidiana e di Wu Lin. Tuttavia l'imperatore e lo Zhanhu sopravvivono all'esplosione e insieme ad un piccolo gruppo di guerrieri tentano la fuga e la messa in salvo di Gao Lei attraverso le macerie. Purtroppo il sovrano sarà ucciso da una Guardiana ignota la quale guidava l'attacco. Adesso i Wu Lin, senza il loro leader, sono frammentati e divisi in gruppi comandati da signori della guerra, i quali non solo muovono ostilità verso le altre fazioni ma anche verso gli altri combattenti cinesi per il potere assoluto. Uno di questi signori, il generale Zhi, un abile e crudele Zhanhu, ha intenzione di riunire la fazione e per farlo ha stretto un'alleanza segreta con i Khatun, guerrieri delle steppe mongole. Il piano riesce: i Wu Lin, aiutati dai nomadi, schiacciano i Cavalieri (la fazione più prominente) guidati dalla Guerrafondaia Astrea (fatta inseguito prigioniera dai Khatun) e Zhi riunisce la fazione sotto la sua egemonia, riconfermando la loro presenza nel continente.

### Viaggiatori
I Viaggiatori non sono una fazione tradizionale, rispetto alle altre quattro presenti ad Heathmoor. A differenza delle altre, gli eroi di questa fazione sono liberi avventurieri, arrivati nel continente spinti da motivazioni diverse. Tra di essi non vi è nessun collegamento culturale, ideologico o militare, tant'è che sarebbe più corretto parlare di un gruppo più tosto che di una vera e propria fazione. I primi ad arrivare furono i Pirati della flotta di Bou Yin (seguiti poi da altre flotte), dopo gli effetti del cataclisma questi ultimi hanno scovato nuove rotte marittime iniziando ad esplorare sempre di più sino ad arrivare ad Heathmoor dove il perenne stato di guerra tra le fazioni regala nuove opportunità di commercio per le risorse e più lavoro come mercenari, la "patria" dei Pirati è l'Arcipelago, un gruppo di isole nella Cina meridionale non controllate dai Wu Lin. A seguito di diverse razzie Vichinghe nelle antiche rovine d'Egitto, le quali hanno portato al furto di molte reliquie, l'ordine dei Medjay guidato da Neferkha è arrivato ad Heathmoor con lo scopo di riprendersi ciò che gli appartiene e per prevenire altre incursioni nel proprio territorio; sebbene l'Egitto ormai sia una semplice landa desolata divorata dalle sabbie, i Medjay non possono permettersi di infangare il giuramento fatto alla ormai scomparsa dinastia reale: difendere le sacre reliquie. Una volta svolto il proprio dovere, molti di essi sono tornati da dove provenivano, altri, sono rimasti nel continente con lo scopo di difendere gli innocenti ed i più deboli dalle ingiustizie della guerra. Per quanto il cataclisma abbia sortito effetti devastanti in quasi tutto il mondo, il califfato arabo è riuscito a riprendersi molto rapidamente, l'Arabia (divenuta una vera e propria isola) ha vissuto secoli di pace e un incredibile sviluppo tecnologico e culturale, tuttavia, dopo l'incursione di alcuni Priori Neri guidati dal Comandante Ravier per recuperare una reliquia con la quale si dice sia possibile vedere il futuro, la sultana del califfato è stata assassinata, Baghdad rasa al suolo, il suo popolo sterminato e la sacra reliquia distrutta. In risposta a ciò, un gruppo di guerriere, le Afeera, capitanate dalla leader Hiba ha inseguito il gruppo di Cavalieri fino ad arrivare ad Heathmoor, dove, una volta vendicatosi e non avendo più una casa a cui tornare, sono rimaste per combattere per le loro ideologie e per la sopravvivenza della loro cultura. Le scorribande della fazione dei Cavalieri non si sono limitate semplicemente all'Arabia, di fatto, un ordine della fazione noti come Conquistadores, capeggiati dalla Conquistadores Vela, sono responsabili della scoperta del Mesoamerica la quale ha comportato la disfatta dell'impero azteco, il saccheggio e la distruzione di Tenochtitlan e la morte di tutti i suoi abitanti per mano dei Conquistadores, i quali, non soddisfatti, hanno poi preso come prigioniero l'Ocelotl Mixcoatl (credendo fosse l'unico guerriero sopravvissuto) per portarlo ad Heathmoor e giustiziarlo pubblicamente. In realtà Mixcoatl non era l'unico rimasto e infatti altri suoi commilitoni hanno viaggiato oltre oceano per liberarlo e vendicarsi di Vela la quale riuscirà a fuggire durante l'assedio al suo castello da parte degli Ocelotl; adesso questi guerrieri si sono spostati ad Heathmoor nella speranza di rincominciare e per vendicarsi di tutti i Conquistadores sopravvissuti. Per quanto riguarda i Khatun, questi ultimi si sono ritrovati nel continente dopo che la loro leader, Guljin (il cui popolo è stato toccato in maniera indiretta dalle conseguenze drammatiche dell'ideologia distorta di Apollyon quando essa era ancora una bambina), ha stretto un patto con lo Zhanhu Zhi il quale prevede che: Guljin aiuterà lo Zhanhu a schiacciare i Cavalieri guidati dalla Guerrafondaia Astrea (a capo dei massacri al passo Qiang, in Arabia e in Mesoamerica) in modo tale che i Wu Lin possano riunirsi sotto un'unica bandiera e tornare forti come prima mentre Guljin e i suoi Khatun potranno perpetrare la loro idea di "pace" su tutto il continente, sottomettendo ad un'egemonia forzata Cavalieri, Vichinghi e Samurai dando così fine a questa guerra senza senso.
(Queste ultime due fazioni non dispongo di una campagna singleplayer)

## Modalità di gioco

### Modalità storia
Il gioco presenta una modalità storia divisa in 3 capitoli, Cavalieri, Vichinghi e Samurai, dove si impersoneranno vari personaggi oltre ai tre protagonisti che rappresentano alcune delle classi del gioco.

### Multigiocatore
Oltre alla modalità storia, è presente la modalità multigiocatore che presenta otto tipi di sfide:
- Dominio (4vs4): è la classica modalità dove i giocatori devono conquistare e tenere sotto controllo tre zone presenti sul campo di battaglia. Si ottengono punti conquistando e occupando le zone[3]. Quando una squadra arriva a 1000 punti, manda "in rotta" gli avversari, che non possono più rientrare in gioco una volta morti, a patto che non riescano a conquistare delle zone, in modo da sottrarre così dei punti all'altra squadra; la squadra che riesce ad uccidere tutti gli eroi di quella "in rotta" vince la partita[3].
- Mischia (2vs2): in questa sfida al meglio dei cinque round, una squadra deve sconfiggere l'altra per arrivare alla vittoria.
- Duello (1vs1): in questa sfida al meglio dei cinque round, un giocatore deve uccidere il suo avversario per vincere.
- Schermaglia (4vs4): in questa sfida si ottengono punti con le uccisioni: vince chi, raggiungendo i 1000 punti, uccide tutti gli eroi della squadra "in rotta". Nella mappa sono presenti dei "buff", che conferiscono vantaggi a chi li raccoglie: lo scudo che, aggiungendosi alla salute del personaggio, assorbe danni fino al suo esaurimento; la spada che aumenta notevolmente i danni inflitti; la cura che permette di recuperare una parte della salute; gli stivali che incrementano di molto la velocità dell'eroe; e le "quattro stelle" che sbloccano per un breve periodo tutte le tecniche (1º, 2º , 3º e 4º livello) del guerriero. Ogni buff, una volta preso, si deve ricaricare prima di poter essere nuovamente recuperato.
- Eliminazione (4vs4): all'inizio del round ogni giocatore parte contro un singolo avversario della squadra nemica (analogamente alle modalità Duello e Mischia) e l'obiettivo è quello di eliminarne tutti i membri. La squadra che per prima si aggiudica tre round ottiene la vittoria finale. Nelle mappe sono presenti i buff, proprio come nella modalità Schermaglia.
- Tributo (4vs4): l'obiettivo è impossessarsi di tre bandiere, definite "tributi" e riportarle alla propria base, per ogni bandiera riportata la squadra avrà un bonus, avere tutte e tre le bandiere farà partire un conto alla rovescia al termine del quale la squadra avversaria avrà perso; in caso contrario allo scadere naturale del tempo vincerà la squadra con più bandiere, i giocatori avranno un malus sul tempo di respawn direttamente proporzionale al numero di bandiere possedute dalla propria squadra.
- Assalto (4vs4): l'obiettivo degli attaccanti è di uccidere il comandante nemico dopo aver sfondato due porte con un ariete; possiedono però un numero di respawn limitato, finiti i quali la squadra andrà "in rotta". L'obiettivo dei difensori è di proteggere il comandante, distruggere l'ariete o mandare "in rotta" e uccidere l'avversario. La mappa contiene anche un guardiano: la squadra che lo uccide riceverà tutti i buff temporanei.
- Arcade (PvE): In questa modalità, affrontabile da soli o in cooperativa con un altro giocatore, il gioco mette i player davanti a sfide diverse con gradi di difficoltà differenti. A seconda del grado di difficoltà (Comune, Raro, Eroico, Epico e Leggendario) la sfida cambia e si evolve in base al grado d'equipaggiamento del nostro eroe (se affronto una sfida di difficoltà Epico con un equipaggiamento Comune sarà assai più difficile vincere, viceversa se affronto una sfida Comune con un equipaggiamento Leggendario) mentre i nemici saranno più o meno ostici da fronteggiare. Sempre in base al grado di difficoltà, inoltre, i giocatori ed i bot verranno equipaggiati con dei "buff" o dei "debuff" casuali (resistenza al fuoco, vita aumentata, danni inflitti ridotti, sanguinamento ecc...). Ogni sfida ha un numero diverso di livelli: Comune 4 Capitoli, Raro 5 Capitoli, Eroico 5 capitoli, Epico 6 Capitoli, Leggendario 6 Capitoli. Esistono poi le Sfide Settimanali, sfide con massimo 4 Capitoli, molto più remunerative per quanto riguarda i crediti di gioco, punti esperienza, cosmetici e parti d'equipaggiamento ma comunque più difficili delle altre sfide. Arcade farà progredire il tuo eroe come qualsiasi altra modalità di gioco multiplayer.

Nella modalità multigiocatore è presente una "guerra di fazioni" (cross-platform con tutte le piattaforme disponibili) dove i samurai, i vichinghi e i cavalieri si affrontano per avere più territori dei propri nemici. Ogni giocatore può guadagnare truppe per potenziare la sua fazione semplicemente giocando una partita multiplayer, posizionandoli su i territori nemici più vicini ai propri, o difendendo i propri territori più "esterni". Ogni campagna dura 15 giorni, alla fine dei quali la fazione con il maggior numero di soldati prenderà o manterrà il possesso del territorio.

### Classi
Il gioco presenta 37 personaggi acquistabili (tramite i crediti ottenibili nel corso del gioco o per DLC) e sono divisi in 4 classi che sono: Avanguardia, Pesante, Assassino e Ibrido.
| Classe      | Cavalieri                        | Vichinghi                                 | Samurai                    | Wu Lin          | Viaggiatori                               |
| ----------- | -------------------------------- | ----------------------------------------- | -------------------------- | --------------- | ----------------------------------------- |
| Avanguardia | Guardiano, Guerrafondaia         | Razziatore                                | Kensei                     | Tiandi          |                                           |
| Pesante     | Conquistatore, Priore Nero       | Condottiero, Jormungandr, Guardia Variaga | Shugoki, Hitokiri, Sohei   | Jiang Jiung     |                                           |
| Assassino   | Pacificatrice, Gladiatore        | Berserker, Sciamana                       | Orochi, Shinobi            | Nuxia           | Khatun                                    |
| Ibrido      | Giustiziere, Centurione, Grifone | Valchiria, Highlander                     | Nobushi, Aramusha, Kyoshin | Shaolin, Zhanhu | Pirata, Medjay, Afeera, Ocelotl, Virtuosa |

### Cavalieri
GuardianoEroe avanguardia dei cavalieri, facile da utilizzare ed equilibrato tra attacco e difesa. Come arma utilizza uno spadone. Una delle sue tecniche migliori risiede nella spallata. È uno dei guerrieri più fedeli di Ashfeld.
ConquistatoreEroe pesante dei cavalieri, lento e potente. Utilizza le opzioni difensive per sbilanciare il nemico. Usa come armi un potente mazzafrusto e uno scudo. È stato recentemente riveduto nelle tecniche e usa lo scudo per fiaccare il nemico e colpirlo con la potenza dell'arma.
PacificatriceEroe assassino dei cavalieri (unicamente femminile), veloce, letale ma solo nel combattimento ravvicinato. Molto mobile, ha molteplici attacchi con lacerazione. Utilizza una spada corta e un pugnale.
GiustiziereEroe ibrido dei cavalieri (unicamente maschile). Utilizza i contrattacchi e gli effetti neutralizzanti per sbilanciare i nemici. È dotato di azza che usa per stordire i nemici e colpire con attacchi estremamente potenti.
CenturioneEroe ibrido dei cavalieri aggiunto nella seconda stagione (unicamente maschile), utilizza le abilità della mano secondaria per esaurire la resistenza dell'avversario. Usa come arma un gladio.
GladiatoreAggiunto nella terza stagione, il gladiatore è un assassino dei cavalieri, che sfrutta una serie di combinazioni di attacchi rapidi, attacchi imbloccabili che drenano resistenza, e l'impalamento che riduce progressivamente la salute dell'avversario tramite sanguinamento. Come arma utilizza un tridente e un brocchiero.
Priore NeroCavaliere Pesante, dotato di spada ad una mano e scudo a goccia, alterna attacchi pesanti non schivabili e colpi di scudo, è caratterizzato da una postura di guardia totale che consente due attacchi speciali, un fendente incontrastabile, e la guardia del baluardo che consente di contrattaccare tutti gli attacchi fisici e imbloccabili di qualunque altro personaggio (eccetto Nuxia)
GuerrafondaiaAggiunta nella stagione 2 dell'anno 4 è un personaggio (unicamente femminile) molto simile al guardiano che alterna l'uso della sua spada a dei colpi con gli artigli che si trovano all'estremità dei suoi guanti, può usare la spada per trapassare l'addome dell'avversario e spingerlo in avanti. È una fanatica di Apollyon difatti indossa un'armatura molto simile a quest'ultima. Utilizza come arma una flamberga.
GrifoneAggiunto nella stagione 4 dell'anno 4 è un eroe (solamente maschile) unico poiché è lo stesso Holden Cross presente e giocabile nella campagna. Combina attacchi leggeri e veloci con attacchi lenti e devastanti, è dotato di un attacco in schivata simile a quello dello Jiang Jun e può effettuare un calcio che garantisce un attacco pesante come finale di serie. È il primo eroe a saper parlare le lingue delle differenti fazioni presenti nel gioco (latino, norreno, giapponese e cinese) e può equipaggiare set di armature ed armi che fanno parte di culture diverse. Come arma utilizza una berdica.

### Vichinghi
RazziatoreEroe avanguardia dei vichinghi, con proiezioni e attacchi stordenti. Un eroe molto potente ma non molto veloce. Come arma usa un'ascia barbuta.
CondottieroEroe pesante dei vichinghi (unicamente maschile), lento e potente e può assorbire molti danni, compensa la portata ridotta sfruttando la sua abilità di contrattacco. Utilizza le proiezioni che gli permettono di scaraventare il nemico molto lontano. È armato di spada e scudo.
Jormungandr
Secondo eroe pesante vichingo, è armato di martello hamarr. Può alternare i suoi attacchi con pugni disabilitanti; questa sua caratteristica, assieme agli attacchi pesanti caricabili e ad un attacco speciale contro nemici atterrati lo accomuna al Centurione dei Cavalieri.
BerserkerEroe assassino dei vichinghi, utilizza attacchi devastanti e serie incontrastabili ma con poca difesa e non molto veloce. Utilizza una coppia di asce.
ValchiriaEroe ibrido dei vichinghi (unicamente femminile). Sfrutta la sua velocità negli attacchi leggeri e la sua portata per disabilitare il nemico. È armata di lancia e scudo.
HighlanderEroe Ibrido dei vichinghi (unicamente maschile) aggiunto nella terza stagione, con due modalità attivabili; la modalità difesa, impostata di default, consente il blocco superiore sugli attacchi leggeri e rende gli attacchi pesanti incontrastabili; tenendo premuto il tasto di attacco, pur non potendo parare, rende imbloccabili tutti i pesanti, fa sì che i leggeri non vengano fermati dal blocco (possono però essere parati) facendo barcollare il nemico come se parasse il pesante, e offre presa e calcio imbloccabili. Come arma utilizza una spada Claymore.
Sciamana
Eroe assassino dei vichinghi (unicamente femminile) aggiunto nella quarta stagione, è molto versatile e veloce sebbene meno dannosa di altri assassini. Può far sanguinare l'avversario per entrare in Trance Sanguinaria, uno stato durante il quale ogni attacco al nemico la cura leggermente e può trasformare la sua spinta imbloccabile in un balzo con morso, che infligge ingenti danni, la cura e rimuove il sanguinamento nemico. È l'unico eroe con possibilità di cura in battaglia insieme allo Shugoki. È armata di ascia e pugnale.
Guardia VariagaEroe pesante (unicamente femminile) aggiunto nella stagione 4 dell'anno 7. Armata di ascia e scudo a mandorla è un eroe che predilige uno stile di combattimento oppressivo ma al contempo protettivo. Grazie al suo scudo è in grado di bloccare gli attacchi incombenti e contrattaccare con diverse opzioni (similmente a Aramusha), eccelle negli scontri in mischia soprattutto grazie alle sue abilità che la rendono un eroe di supporto per gli alleati che le stanno vicino.

### Samurai
KenseiEroe avanguardia dei samurai, equilibrato, ampio raggio d'azione ma lento. Utilizza una nodachi.
ShugokiEroe pesante dei samurai (unicamente maschile), assorbe molti colpi e infligge molti danni, ma molto lento; può assorbire alcuni attacchi senza perdere la postura e poter così attaccare a sua volta ma infliggendo più danni. Unico eroe con possibilità di cura in battaglia (attraverso una mossa) insieme alla Sciamana. Come arma usa una Kanabo.
OrochiEroe assassino dei samurai, molto agile e abbastanza potente ma con poca difesa e vita. Usa come arma una katana.
NobushiEroe ibrido dei samurai (unicamente femminile). Utilizza i suoi effetti lacerazione sfruttando i danni aggiuntivi quando colpisce qualcuno affetto da questo status. È armata con un naginata.
ShinobiEroe assassino dei samurai aggiunto nella seconda stagione, estremamente agile e in grado di muoversi con facilità sul campo di battaglia, alterna attacchi con portata breve e molto lunga. È armato con una coppia di kusarigama.
AramushaEroe ibrido dei samurai (unicamente maschile) aggiunto nella quarta stagione, è rapido, può effettuare molte finte e possiede una postura di blocco totale, simile a quella del Conquistatore e del Condottiero, che gli permette di rispondere agli attacchi nemici con stordimenti, calci o attacchi pesanti. Come arma usa due katane.
HitokiriEroe pesante. Forte, con un ottimo set di mosse inarrestabili. Ha anche una quarta abilità che consente di uccidere l'avversario in un solo colpo. Come arma utilizza una masakari.
KyoshinAggiunto nella stagione 2 dell'anno 5 è il primo eroe (unicamente maschile) dotato di un fodero per l'arma. Alterna attacchi leggeri estremamente veloci con attacchi pesanti lenti ma potenti, può concludere una serie con un attacco inschivabile leggero o pesante o con uno incontrastabile che garantisce un leggero. Può entrare nella postura Kaze che permette un blocco totale, simile a quello dell'Aramusha e del Conquistatore, con il quale può contrattaccare/attaccare con tre attacchi diversi: leggero, pesante incontrastabile e attacco a zona. Come arma è dotato di una shikomizue.
SoheiAggiunto nella stagione 2 dell'anno 8. Eroe pesante la cui arma principale è una kamayari che utilizza per colpire l'avversario con attacchi leggeri o pesanti, è inoltre equipaggito con altre sei armi portate sulla sua schiena (Kama, Ōtsuchi, kodachi, kanabo, nokogiri e sasumata) e con le quali Sohei può colpire le sue vittime dando così inizio alla "Caccia delle anime". Con questa meccanica di gioco, l'eroe deve colpire l'avversario ben sei volte, ognuna delle quali con le sei diverse armi che ha sulla sua schiena, ad ogni colpo inflitto e andato a buon segno Sohei guadagna un'anima, una volta raggiunte le sei anime può effettuare un attacco con la sua kamayari che riduce drasticamente la salute del nemico.

### Wu Lin
TiandiEroe avanguardia dei Wu Lin, estremamente rapido e agile, basa il suo set di mosse sulla schivata. Può eseguire un colpo di palmo incontrastabile e ad ogni finale di serie può eseguire un calcio che scaraventa l'avversario ad una notevole distanza che garantisce un attacco pesante per il Tiandi. Come arma utilizza una Dao.
NuxiaEroe assassino dei Wu Lin (unicamente femminile) ha attacchi leggeri estremamente veloci ma pesanti lenti. È capace di intrappolare con i suoi attacchi gli avversari causando ingenti danni, a discapito di ciò ha una barra della vita molto bassa. Come armi utilizza due shuang gou.
Jiang JunEroe pesante dei Wu Lin (unicamente maschile), lento nei movimenti ma dotato di attacchi pesanti che causano danni enormi all'avversario, può eseguire un attacco in schivata pesante e tramutarlo in un attacco leggero come Tiandi, se blocca un attacco può contrattaccare con una mossa che permette di drenare la stamina dell'avversario. È dotato della postura di Sifu, in questa postura, simile a quella della Nobushi, l'eroe può recuperare più velocemente la stamina ma è vulnerabile a spezzaguardia e ad attacchi incombenti. È armato con una guandao.
ShaolinEroe ibrido dei Wu Lin (unicamente maschile), come il Conquistare ha una serie infinita di attacchi pesanti e leggeri. È dotato di una postura Qi, simile a quella dell'Highlander, nella quale può eseguire diversi attacchi, durante questa postura (che si attiva tenendo premuto il pulsante dell'attacco leggero o pesante) lo Shaolin non può muoversi ed è vulnerabile ad attacchi e spezzaguardia. In combattimento utilizza un gùn
ZhanhuEroe ibrido dei Wu Lin, specialista del contrattacco e dell'attacco in schivata, è l'unico eroe ad avere degli attacchi leggeri incontrastabili. È equipaggiato con una changdao.

### Viaggiatori
PirataEroe ibrido della fazione (unicamente femminile), aggiunta nel gioco con la stagione 4 dell'anno 5. È il primo personaggio all'interno del gioco dotato di un'arma da fuoco che usa nel suo set di mosse per infliggere lievi danni all'avversario e concatenarli a pesanti attacchi con la sua spada (per evitare problemi di sbilanciamento la pistola può sparare all'infinito senza il bisogno di ricaricare). È armata con una sciabola d'abbordaggio e un acciarino.
MedjayEroe ibrido dei Viaggiatori (unicamente maschile), inserito nella stagione 2 dell'anno 6. Difficile da utilizzare ma molto versatile, è equipaggiato con un bastone a lama biforcuto. L'arma può essere utilizzata in due modi: il primo, la posa di default la quale ha le due lame innestate assieme, viene utilizzata per uno stile di combattimento più difensivo con attacchi lenti ma forti, ottimi per i 4vs4, il secondo eccelle nei duelli e consiste nel dividere il bastone in due lame separate per avere attacchi più veloci con danni moderati, la seconda posa si può attivare solo in modalità guardia muovendo all'indietro l'analogico sinistro e tenendo premuto il tasto dello spezzaguardia.
AfeeraEroe ibrido dei Viaggiatori (unicamente femminile), aggiunto nella stagione 4 dell'anno 6. Eroe estremamente agile e rapido che combina attacchi precisi e disabilitanti con calci e ginocchiate atte a scombussolare l'avversario. Come lo Shinobi, è in grado di effettuare una serie di acrobazie (simili ad una danza) che la rendono uno dei personaggi più mobili e veloci all'interno del gioco e che gli permette di eccellere nel combattimento sulle medie distanze, a discapito di ciò è estremamente difficile da padroneggiare. È armata con una mazza e uno scudo a mezzaluna.
OcelotlEroe ibrido dei Viaggiatori (unicamente maschile), aggiunto nella stagione 2 dell'anno 7. Oppressivo e disabilitante, l'Ocelotl combina attacchi leggeri estremamente rapidi, attacchi pesanti lenti ma potenti e colpi disabilitanti in una catena infinita che lo rendono un avversario ostico da fronteggiare. Durante la "Posa del Cacciatore" , che si attiva tenendo all'indietro l'analogico sinistro esclusivamente in modalità guardia, l'Ocelotl può spostarsi più rapidamente, non può difendersi da attacchi di qualsiasi tipo ma può effettuare un attacco in salto, il quale è in grado di coprire una notevole distanza, atto ad immobilizzare l'avversario (essendo l'unico attacco disponibile in questa posa è molto prevedibile e facile da parare per tanto si sconsiglia il suo utilizzo negli 1vs1). L'eroe scende sul campo di battaglia con una macuahuitl e una tepoztopilli.:
KhatunEroe assassino della fazione (unicamente femminile) introdotta nella stagione 4 dell'anno 8, padroneggia uno stile di combattimento basato su finte, deviazioni degli attacchi avversari e affondi mirati ad immobilizzare il nemico. A differenza degli altri assassini presenti nel gioco, Khatun è dotata di un attacco in corsa durante il quale entra in una sorta di guardia totale che le permette di deviare automaticamente attacchi incombenti da qualsiasi direzione senza l'utilizzo di un input (ad eccezione di attacchi incontrastabili e gli "attacchi trappola" di Nuxiae). Usa una coppia di sciabole turco-mongole.
VirtuosaQuinto ibrido dei Viaggiatori, aggiunto nella stagione 2 dell'anno 9. Personaggio agile ed elusivo, dotato di attacchi rapidi e precisi che sferra col suo stocco. Grazie alle sua maestria nella scherma è in grado di evadere dagli attacchi di qualsiasi tipo (eccetto spezza guardia ed inschivabili) dopo aver eseguito un secondo attacco in catena, cioè gli permette di rispondere rapidamente con un leggero incontrastabile. È uno degli eroi più difficili da usare e da padroneggiare all'interno del gioco.

### Mappe
All'interno del gioco sono presenti 20 mappe giocabili divise per le rispettive fazioni:
| Cavalieri | Vichinghi | Samurai | Wu Lin                   |
| --- | --- | --- | ------------------------ |
| Il Cerchio Porte della cittadella Cattedrale La scheggia Mulino di mattoni La forgia Sentinella Fortezza remota Porto Città murata | Il Pozzo Fortezza fluviale Canyon Forte Alto Cantiere navale Villaggio vichingo Ordalia Bastione consacrato Fortezza di Storr | Il Santuario Ponte del santuario Foresta Torre in rovina Posto di vedetta Giardino del tempio Città mercantile La testa di sbarco Chiomaombrosa Castello di Kazan | Il Belvedere Passo Qiang |

## Accoglienza
| Testata                          | Versione | Giudizio |
| -------------------------------- | -------- | -------- |
| Metacritic (media al 31-01-2020) | PC       | 76/100   |
| Metacritic (media al 31-01-2020) | PS4      | 78/100   |
| Metacritic (media al 31-01-2020) | XONE     | 79/100   |
| Destructoid                      | PS4      | 5.5/10   |
| EGM                              | Tutte    | 7/10     |
| Game Informer                    | PS4      | 8.25/10  |
| Game Revolution                  | Tutte    | [ 10 ]   |
| GameSpot                         | Tutte    | 8/10     |
| GamesRadar+                      | Tutte    | [ 12 ]   |
| IGN                              | Tutte    | 8/10     |
| PC Gamer                         | PC       | 74/100   |
| Polygon                          | Tutte    | 8/10     |
| VideoGamer.com                   | Tutte    | 7/10     |
| Multiplayer.it                   | PS4      | 8.3/10   |

For Honor ha ricevuto un'accoglienza "generalmente favorevole", secondo il sito Metacritic.
PC Gamer lo ha premiato con un 74/100, reputandolo "un brawler medievale ricco di tensione che ricompenserà chiunque abbia la pazienza e la volontà di padroneggiarlo." Eurogamer lo ha messo al 25º posto nella sua lista dei "Top 50 Games of 2017" (Top 50 Giochi del 2017), e ha vinto il People's Choice Award come "Miglior Picchiaduro" della IGN's Best of 2017 Awards.

### Vendite
In Giappone, For Honor ha debuttato come il gioco che più ha venduto nella sua prima settimana d'uscita (dal 13 al 19 febbraio 2017), vendendo 40,062 copie, secondo Media Create. Negli Stati Uniti, è stato il gioco più venduto nel mese di febbraio 2017, secondo le vendite (comprese quelle digitali) tracciate dalla The NPD Group. Nel Regno Unito, è stato il gioco più venduto della settimana il giorno 18 febbraio 2017, secondo i dati Chart-Track, escludendo le copie digitali vendute. Il gioco è stato posto al 7º posto in tutto il mondo tra i più venduti in copie digitali per console il mese di febbraio 2017, secondo il rapporto vendite della SuperData Research, con oltre 700,000 copie digitali su tutte le tre piattaforme.

### Riconoscimenti
| Anno | Premio                      | Categoria                         | Risultato       | Nota          |
| ---- | --------------------------- | --------------------------------- | --------------- | ------------- |
| 2016 | Gamescom 2016               | Miglior Gioco PlayStation 4       | Vincitore/trice | [ 25 ]        |
| 2016 | Gamescom 2016               | Miglior Gioco Xbox One            | Candidato/a     | [ 25 ]        |
| 2016 | Gamescom 2016               | Miglior Gioco d'Azione            | Candidato/a     | [ 25 ]        |
| 2016 | Gamescom 2016               | Miglior Gioco Multiplayer         | Candidato/a     | [ 25 ]        |
| 2018 | 21st Annual D.I.C.E. Awards | Eccezionale Realizzazione Animata | Candidato/a     | [ 26 ] [ 27 ] |
| 2018 | Game Critics Awards 2018    | Best Ongoing Game                 | Candidato/a     | [ 28 ] [ 29 ] |